# Sphinctomyrmex
Sphinctomyrmex – rodzaj mrówek. Opisano 25 gatunków. Gatunkiem typowym jest Sphinctomyrmex stali.

## Gatunki
- Sphinctomyrmex asper Brown, 1975
- Sphinctomyrmex caledonicus Wilson, 1957
- Sphinctomyrmex cedaris Forel, 1915
- Sphinctomyrmex chariensis Santschi, 1915
- Sphinctomyrmex clarus (Forel, 1893)
- Sphinctomyrmex cribratus Emery, 1897
- Sphinctomyrmex duchaussoyi (Andre, 1905)
- Sphinctomyrmex emeryi (Forel, 1893)
- Sphinctomyrmex froggatti Forel, 1900
- Sphinctomyrmex furcatus (Emery, 1893)
- Sphinctomyrmex imbecilis Forel, 1907
- Sphinctomyrmex mjobergi Forel, 1915
- Sphinctomyrmex myops Forel, 1895
- Sphinctomyrmex nigricans (Clark, 1926)
- Sphinctomyrmex occidentalis (Clark, 1923)
- Sphinctomyrmex rufiventris Santschi, 1915
- Sphinctomyrmex septtrionalis (Crawley, 1925)
- Sphinctomyrmex stali Mayr, 1866
- Sphinctomyrmex steinheili Forel, 1900
- Sphinctomyrmex taylori Forel, 1900
- Sphinctomyrmex trux Brown, 1975
- Sphinctomyrmex turneri Forel, 1900